# Cojocna
Cojocna est une commune de Transylvanie, en Roumanie, dans le județ de Cluj. Elle est composée des villages Cojocna, Boj-Cătun, Boju, Cara, Huci, Iuriu de Câmpie, Moriști et Straja.
Les gisements de sel de Cojocna, exploités systématiquement au cours des siècles, se sont formés il y a 13,5 millions d'années au fond d'une mer peu profonde et dans un climat tropical.